# Hylaeus malagassus
Hylaeus malagassus là một loài Hymenoptera trong họ Colletidae. Loài này được Benoist mô tả khoa học năm 1945.